# La Tête à l'envers (film, 1960)
Pour les articles homonymes, voir La Tête à l'envers.
Pour plus de détails, voir Fiche technique et Distribution.

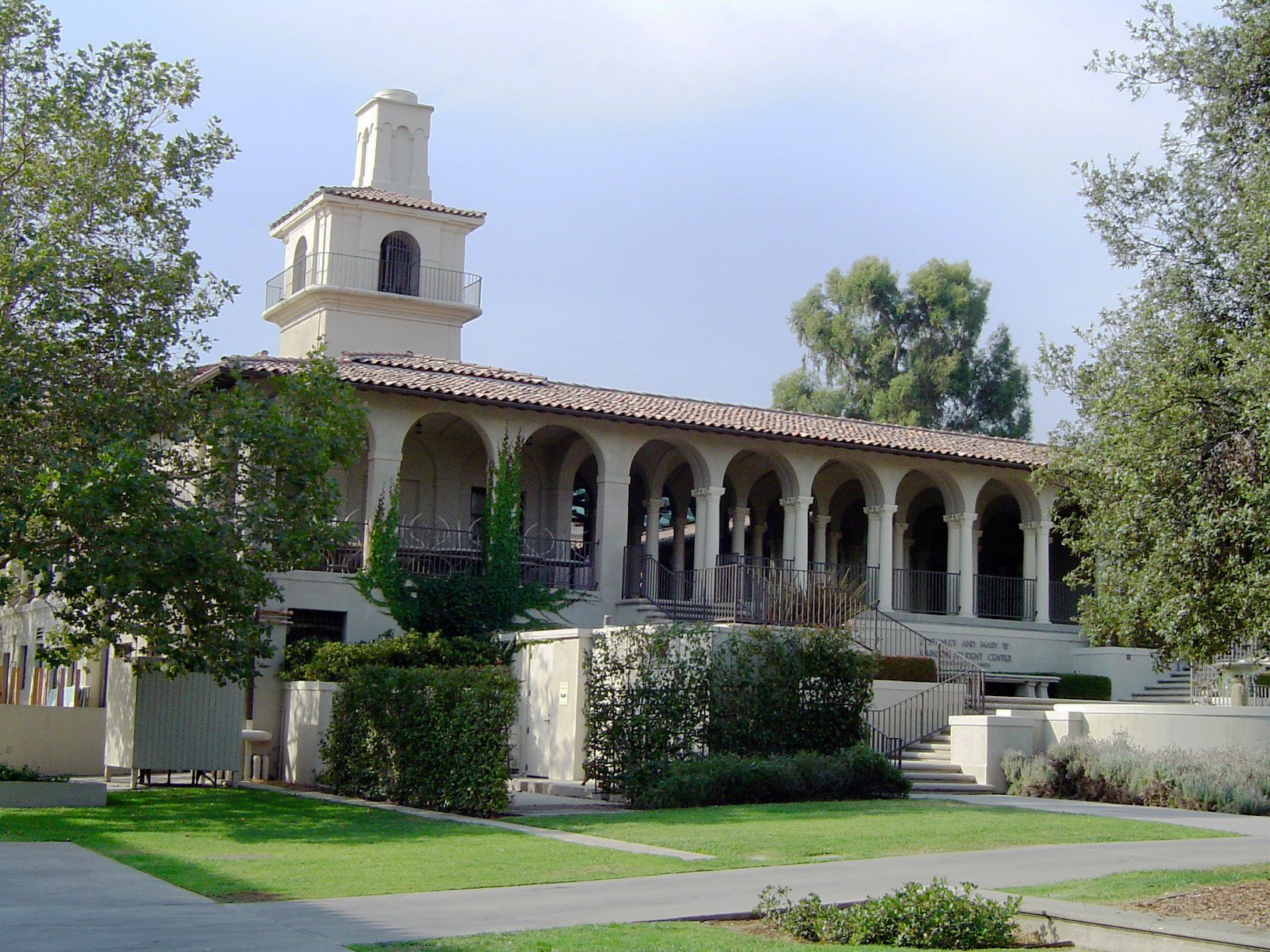
Occidental College d'Eagle Rock à Los Angeles. Site de tournage extérieur

La Tête à l’envers (titre original : Tall Story) est un film américain réalisé par Joshua Logan et sorti en 1960.

## Synopsis
À l’Occidental College d'Eagle Rock à Los Angeles, en prévision du prochain match, on essaie d’infléchir le leader de l'équipe de basketteurs, Ray Blent, par l’intermédiaire d’une jolie fille sur laquelle il a déjà des vues…

## Fiche technique
- Titre : La Tête à l’envers
- Titre alternatif francophone : Une gamine qui voit grand
- Titre d’origine : Tall Story
- Réalisation : Joshua Logan
- Scénario : Julius J. Epstein d’après la pièce de Russel Crouse et Howard Lindsay inspirée du roman d’Howard Nemerov The Homecoming Game
- Musique : Cyril J. Mockridge
- Chanson : Tall Story, paroles de Dory Previn et musique d'André Previn et Shelly Manne, interprétée par Bobby Darin
- Photographie : Ellsworth Fredericks
- Son : Robert B. Lee
- Montage : Philip W. Anderson
- Direction artistique : Jack Poplin
- Décors : William L. Kuehl
- Costumes : Kay Nelson
- Pays d’origine :  États-Unis
- Tournage : 
  - Langue : anglais
  - Extérieurs : Occidental College[1] d'Eagle Rock (Californie)
- Producteur : Joshua Logan
- Société de production : Mansfield Productions (États-Unis)
- Société de distribution : Warner Bros. Pictures
- Format : noir et blanc — 35 mm — 1.66:1 (RCA Sound Recording) — son monophonique
- Genre : comédie
- Durée : 88 minutes
- Dates de sortie :
  - États-Unis : 6 avril 1960
  - France : 19 avril 1963

## Distribution
- Anthony Perkins : Ray Blent
- Jane Fonda : June Ryder
- Ray Walston : le professeur Leo Sullivan
- Marc Connelly : le professeur Charles Osman
- Anne Jackson : Myra Sullivan
- Murray Hamilton : l’entraîneur Sandy Hardy

Acteurs non crédités
- Robert Redford : basketteur
- Herb Vigran : homme sur la banquette arrière

## Autour du film
- Premier film de Jane Fonda et Robert Redford.